# CG-4.1
El Corredor de Morrazo o CG-4.1 es una vía para automóviles de la Junta de Galicia que transcurría anteriormente entre Domayo y Menduíña, en la provincia de Pontevedra, diseñada como una carretera limitada a 90 km/h para ser un corredor de larga distancia y de alta Intensidad media diaria (IMD). Con el desdoblamiento de la autovía de Morrazo (AG-46) y la actual VG-4.6, este dicho corredor, en la actualidad, se queda el tramo entre Moaña y Alto de Portela. La longitud de este tramo actual (Moaña-Alto de Portela) es de 4 kilómetros y cumplen los estándares para el desdoblamiento del corredor.
Fue inaugurado en el año 2005 por el presidente de la Junta de Galicia, Emilio Pérez Touriño, con el tramo original de este corredor CG-4.1 entre Domayo y Menduíña, incluyendo el acceso a Cangas de Morrazo, actual VG-4.5. Por el crecimiento del tráfico del corredor, la Intensidad media diaria (IMD) superaron el límite de los 10.000 vehículos diarios y había proyectado el desdoblamiento del corredor, con la puesta de servicio en dos tramos, el primer tramo, en el año 2018, entre Domayo y Meira de unos 7,3 kilómetros y el segundo tramo, en el año 2019, entre Meira y Moaña de unos 3,9 kilómetros. En la actualidad todavía no ha avanzado el proyecto del último tramo pendiente a desdoblar, entre Moaña y Alto de Portela, incluyendo la VG-4.6 hasta Menduíña.

## Tramos

### Tramo originalCG-4.1
| Denominación | Tramo                                                    | Kilómetros | Año servicio |
| ------------ | -------------------------------------------------------- | ---------- | ------------ |
| CG-4.1       | AP-9 N-554 PO-551 Domayo - PO-551 VG-4.6 Alto de Portela | 15         | 2005         |

### Conversión enAG-46
| Denominación | Tramo                            | Kilómetros | Año servicio |
| ------------ | -------------------------------- | ---------- | ------------ |
| AG-46        | AP-9 N-554 PO-551 Domayo - Meira | 7,3        | 2018         |
| AG-46        | Meira - VG-4.5 Moaña             | 3,9        | 2019         |

## Salidas
| Velocidad | Esquema | Salida | Sentido Alto de Portela (VG-4.6)                                            | Carriles | Sentido Moaña (AG-46)                                                                                             | Carretera | Notas |
| --------- | ------- | ------ | --------------------------------------------------------------------------- | -------- | --- | --------- | ----- |
|           |         |        | Comienzo de Corredor de Morrazo CG-4.1 Procede de: AG-46 Moaña              |          | Fin de Corredor de Morrazo CG-4.1 Incorporación final AG-46 Dirección final: AG-46 Moaña E-1 AP-9 Pontevedra Vigo | AG-46     |       |
|           |         | 12     |                                                                             |          | VG-4.5 Cangas de Morrazo                                                                                          | VG-4.5    |       |
|           |         |        | viaducto del río Bouzos 234 metros                                          |          | viaducto del río Bouzos 234 metros                                                                                |           |       |
|           |         |        | Túnel Coiro 110 metros                                                      |          | Túnel Coiro 110 metros                                                                                            |           |       |
|           |         | 15     | PO-551 Bueu Cangas de Morrazo                                               |          | | PO-551    |       |
|           |         |        | Fin de Corredor de Morrazo CG-4.1 Dirección final: VG-4.6 Aldán Beluso Bueu |          | Inicio de Corredor de Morrazo CG-4.1 Procede de: VG-4.6 Alto de Portela                                           | VG-4.6    |       |